# 须佐胜明
须佐胜明（日语：／ Susa Katsuaki，1984年9月13日—），日本男子拳击运动员。他曾代表日本参加2006年和2010年亚洲运动会拳击比赛，获得二枚铜牌。他也曾参加2012年夏季奥林匹克运动会。